# Allotrochosina
Allotrochosina es un género de arañas araneomorfas de la familia Lycosidae. Se encuentra en Oceanía.

## Lista de especies
Según The World Spider Catalog 12.0:
- Allotrochosina karri Vink, 2001
- Allotrochosina schauinslandi (Simon, 1899)
- Allotrochosina walesiana Framenau, 2008